# La nona configurazione
La nona configurazione (The Ninth Configuration) è un film del 1980 diretto da William Peter Blatty. Il film vinse il premio Miglior Sceneggiatura ai Golden Globe 1981.

## Trama
Nel 1970, sul finire della Guerra del Vietnam, i militari affetti da problemi mentali vengono internati in un castello. Tra i pazienti c'è Billy Cutshaw, ex astronauta, ricoverato in seguito ad un apparente crollo mentale prima della partenza per una missione sulla Luna.
Al castello giunge il colonnello Kane, ex membro di una unità speciale dei marines e psichiatra. Assistito dal colonnello Fell, Kane presta particolare attenzione a Cutshaw. Quando il colonnello chiede all'astronauta perché s'è rifiutato di andare sulla Luna, Cutshaw si rifiuta di rispondere, e regala al colonnello una medaglietta di San Cristoforo.
Dopo un incontro con alcuni dei pazienti, Kane si addormenta nel suo ufficio. Durante la notte ha un incubo, e quando lo racconta a Fell questi gli spiega che, in realtà, si tratta dello stesso incubo riferito da un ex paziente, un soldato anch'egli di nome Kane che ha decapitato un ragazzo vietnamita con del fil di ferro. Anche Fell conosceva il vietnamita. Kane gli risponde dicendo che era suo fratello. Chiede poi a Fell se ha sentito parlare di un certo Vincent "Killer", un soldato responsabile della morte di decine di nemici. Il fratello di Kane, "Killer Kane", è il soldato che gli ha raccontato la storia prima di morire.
Cutshaw comincia a sospettare che anche Kane sia pazzo: afferma che gli psichiatri spesso impazziscono, ed è la professione con il più alto tasso di suicidi.
Kane e Cutshaw discutono di Dio. Kane, che crede nell'esistenza di Dio, pensa che sia molto più probabile che l'umanità sia stata creata, piuttosto che sia emersa dal caso. Cerca inoltre di sostenere che gli atti di puro sacrificio sono la prova della bontà umana, atti che possono essere spiegati solo ipotizzando uno scopo divino. Cutshaw chiede a Kane di fargli un esempio concreto di pura abnegazione in seguito ad una sua esperienza personale, ma Kane non riesce. Cutshaw convince Kane a portarlo a messa, ma la funzione viene interrotta a seguito di alcune esplosioni. Kane scambia un chierichetto per un ragazzo vietnamita, ma è solo un abbaglio. Tornati al castello, Cutshaw chiede a Kane, nel caso dovesse morire prima di lui, di mandargli un segno dell'esistenza di una vita dopo la morte. Kane gli promette che ci proverà.
Al castello giunge un nuovo paziente. Kane lo riconosce immediatamente: si tratta di "Killer Kane", il soldato ritrovato inginocchiato a terra mentre borbottava di aver "tagliato la testa di un ragazzo con del fil di ferro, ma il ragazzo continua a parlare". Egli gli dice allora che devono andarsene, ma Kane crolla, privo di sensi.
Fell spiega al personale del castello che Kane è davvero Vincent "Killer" Kane, vittima di un crollo nervoso in Vietnam. Fell, inoltre, è in realtà Hudson il fratello di Kane, nonché suo terapeuta e direttore dell'istituto. Kane si era convinto di non essere "Killer" Kane, ma di essere un dottore, come suo fratello. Inconsciamente sperava di guarire i pazienti ed espiare per le uccisioni commesse. Così è tornato negli Stati Uniti, come suo fratello. Comprendendo lo stato mentale di Kane, gli psichiatri dell'esercito non hanno cercato di correggere i suoi deliri e l'hanno spedito all'ospedale di Fell.
Cutshaw fugge dal castello, ma una gang di motociclisti riconosce in lui l'astronauta che era scappato durante il lancio lunare. Lo aggrediscono, e una cameriera del locale telefona all'ospedale. Kane si precipita a salvare Cutshaw, arrivando a umiliarsi per sottrarlo alla furia dei motociclisti. Ma questi, disgustati dal comportamento da codardo di Kane, aggrediscono anche lui e provano a molestare sessualmente Cutshaw. Spinto oltre ogni limite, Kane cede e la sua personalità di killer ha il sopravvento, trucidando a mani nude i motociclisti.
Kane e Cutshaw rientrano al castello, ma poco dopo sopraggiunge la polizia: vuole arrestare Kane per il massacro dei motociclisti. In pieno delirio, Kane dice a Cutshaw che Dio darà loro la prova della bontà umana. Poi chiede ancora a Cutshaw perché non volesse andare sulla luna. Cutshaw confessa di aver paura di allontanarsi da tutto e di rimanere solo. Cutshaw lascia solo Kane, che sfodera un coltello insanguinato. Cutshaw nota una macchia di sangue sulla sua scarpa e torna da Kane, ma lo ritrova morto: Kane s'è sacrificato nel tentativo di fornire a Cutshaw un esempio concreto di bontà umana.
Qualche tempo dopo, Cutshaw, apparentemente guarito, torna a visitare il castello, ormai abbandonato. Ritrova una nota scritta da Kane poco prima della sua morte e indirizzata a lui: Kane spera che la sua morte sia di aiuto a Cutshaw per recuperare la sanità mentale. Cutshaw torna alla sua auto e scopre una medaglia di San Cristoforo sul sedile.
Da notare la partecipazione di Jason Miller nel ruolo del tenente Frankie Reno, un malato di mente che vorrebbe insegnare ai cani (e più avanti alle pecore) a recitare Shakespeare.

## Riconoscimenti
- Golden Globe 1981
  - Migliore sceneggiatura